# Pierre Hahn
 (mai 2018).
Si vous disposez d'ouvrages ou d'articles de référence ou si vous connaissez des sites web de qualité traitant du thème abordé ici, merci de compléter l'article en donnant les références utiles à sa vérifiabilité et en les liant à la section « Notes et références ».
Pierre Hahn, né le 5 avril 1936 à Clichy et mort le 9 février 1981 dans le 19e arrondissement de Paris (suicide), est un des premiers militants du mouvement homosexuel en France. Il aurait été le premier récipiendaire en France d'un doctorat (doctorat d'université) sur l'histoire de l'homosexualité.
De 1965 à 1974, il a régulièrement publié des articles dans la revue Arcadie sous le pseudonyme « André Clair ».

## Publications
- Français, encore un effort, l'homosexualité et sa répression. Choix de textes recueillis et présentés par Pierre Hahn, Paris, J. Martineau, 1970
- Les Déviations sexuelles, Paris, Filipacchi, 1974
- Nos ancêtres, les pervers : la vie des homosexuels sous le Second Empire, Paris, Olivier Orban, 1979, 216 p. (ISBN 978-2-84547-108-5)